# Микеланджело Гарове
Микелàнджело Гарòве (на италиански: Michelangelo Garove; * 29 септември 1648, Киери, Савойско херцогство; † 21 септември 1713, Торино, Сардинско кралство) е италиански архитект, инженер и урбанист.
Работи в двора на Савойската династия в Торино като градоустройствен плановик и херцогски архитект. С Мелкиоре Галеани създава главния олтар на църквата „Сан Филипо Нери“ в Торино. Между 1683 и 1699 г. проектира някои от най-красивите благороднически резиденции в Торино: дворецът „Мороцо дела Рока“ (преди 1699), дворецът „Тапарели д'Адзельо“ (1683) и дворецът „Азинари ди Сан Марцано“ (1684). В годината на смъртта си предава плановете за новата сграда на Торинския университет, поръчана от Виктор Амадей II, тогава все още крал на Сицилия, както и херцог на Савоя.

## Биография
Роден е в семейството на Франческо Гарове и Катерина Пора. Баща му по произход е от местността Кампильоне в Кантон Тичино и работи като майстор.
Гарове започва работа в края на 1670-те г. като надзорник и през 1670 г. е ангажиран като такъв в строежа на Двореца във  Венария Реале. През 1672 г. участва в неуспешната война срещу Генуа и е заловен заедно с Амедео ди Кастеламонте. През 1673 г. участва в строежа на укрепленията на Чева. Между 1674 и 1678 г. в Торино той вероятно помага в изграждането на двореца „Рипа ди Джальоне“, тогавашен „Дал Поцо дела Чистерна“.
През 1671 г., а след това през 1694-97 г. е активен на строителната площадка на замъка на Савоя-Каринян в Ракониджи, който се трансформира по проектите на Гуарино Гуарини.
През 1679 г. започва да очертава на мястото, където трябва да бъде построен Колежът на благородниците в Торино. Не е известно със сигурност обаче кой проектира сградата.  
През 1680 г. е повишен в инженер. Той вече е женен, с три деца. По повод повишаването му баща му му подарява множество „математически инструменти“ и 130 тома за гражданска, военна и математическа архитектура.
Между 1682 и 1683 г. изглежда участва в строежа на укрепленията на Виланова, Карманьола, Кивасо, Фосано и Кераско. През 1684 г. проектира двореца „Азинари ди Сан Марцано“ в Торино. От този период работи и по много църковни сгради. През 1683 г. започва проектирането на Параклиса на блажения Амадей Савойски в Катедралата във Верчели, за който работи до 1700 г.; през 1684 г. проектира Енорийската църква „Сан Мартино“ в Ла Мора и през 1685 г. Светилището на Мадоната на Св. Йоан в Сомарива дел Боско. През тези години, наред с този вид дейност, той упражнява едновременно и редица професии както от граждански, така и от военен характер.
През 1688 г. е приор на Компанията на Св. Лука и отива в Мондови, където се намесва в ремонта на цистерната на цитаделата. През 1689 г. съставя проект за язовирите, които трябва да бъдат построени на река По, за да се избегне корозията в Замъка на Валентино.
Между 1690 и 1692 г. работи в Торино, Кунео и Верчели по време на войната на Лигата на Августа. При обсадата на Кунео (юни 1691 г.) участва във Военния съвет на града и активно да работи за противопоставяне на французите. През 1693 г. работите в Йезуитския колеж в Мондови са въз основа на проект на Гароне. Същата година му са платени 400 лири за пътувания до лагера на Монкалиери, Кариняно, Вилафранка, Панкалиери, Салуцо, Мондови и Кераско. През 1693 прекарва осем дни в лагера на Св. Бригида в Пинероло в служба на Негово кралско височество.  
През 1697 г. Гарове проектира Параклиса на Благословения ангел в Църквата на Мадоната на ангелите в Кунео и главния олтар на църквата „Сан Филипо Нери“ в Торино. На 19 септември херцог Виктор Амадей II Савойски нарежда да се изплатят дължимите заплати „на нашите инженери, баща и син Гарове“, отговорни за „премахването на подовете на нашите дворци...“ за целия период на престоя им в Торино. На 19 декември Гарове е назначен с патентни писма като инженер на Емануил Филиберт, принц на Кариняно, на служба при когото е до 1699 г. 
През 1702 г. той вече е вдовец. В периода 1702 – 1706 г. е почти изцяло ангажиран като военен инженер, особено за отбранителните работи на Торино. По-специално на 20 април 1702 г. подписва инструкцията за предприемачите, които трябва да предприемат изграждането на укрепленията на новото западно разширение на Торино „от ъгъла на Порта Сузина“ с т. нар. „opera a corna". Разширяването го вижда активен и през последните години от живота му. През 1702 г. той работи върху укрепленията на Кунео и Демонте. През 1703 и 1704 г. е във Верчели и Ивреа. В Ивреа си сътрудничи с Антонио Бертола, за да подготви отбрана срещу предстоящата обсада на французите. 
На 27 март 1706 г. синът му Франческо Джузепе – инженер и капитан умира. През същата година, по време на обсадата на Торино, Гарове участва работи върху „opera a corna“, на редутите и до комуникационните линии и кръстопътя в селището Валдоко. Между 1709 и 1710 г. работи по главния етаж на Двореца във Венария Реале, новата Мандрия, новия павилион и новия дворец във Венария. От 1710 г. е новият му проект за прекрояване на замъка на Салуцо. През 1711 г. проектира и започва работа по новия път от Торино до Риволи: на 17 март на него е поверена градската част, а на Антонио Бертола – военната. През 1711-1713 г. се намесва в работите за Кралския дворец, сградите в съседство с него и замъка в Монкалиери.
През последните месеци от дейността си Гарове подписва проектите за разширяване на манастира „Св. Антоний абат“ на ул. „По“ в Торино и тези за новата сграда на Торинския университет: последната намеса датира от 4 август. Работи и във Венария Реале и в Замъка в Риволи.
На 2 септември 1713 г. пише завещание, към което на 20 септември добавя кодицил, с който моли граф А. дьо Сал да се погрижи за неговия внук Микеланджело. Умира в Торино на 22 септември. 1713 г.
Град Торино кръщава улица на негово име в новия жилищен район „Парко Дора“.

## Творби
- Дворец „Мороци дела Рока“, Торино (преди 1699)
- Кралски замък в Ракониджи (1671 и 1694– 1697)
- Укрепления на Виланова, Карманьола, Кивасо, Фосано и Кераско (1682 – 1683)
- Дворец „Тапарели д'Адзельо“, Торино (1683)
- Параклис на блажения Амадей Савойски в Катедралата във Верчели (1683 – 1700), променена от Бендето Алфиери
- Дворец „Азинари ди Сан Марцано“, Торино (1684)
- Светилище на Мадоната на Св. Йоан, Сомарива дел Боско (1685)
- Светилище на Мадоната ди Сан Джовани, Сомарива дел Боско (1685)
- Енорийска църква „Сан Мартино“, Ла Мора (1684 – 1695)
- Главен олтар на Енорийска църква „Сан Ремиджо“, Кариняно (1687-1688), унищожен
- Йезуитския колеж, Мондови (преди 1693)
- Главен олтар на църквата „Сан Филипо Нери“, Торино (1696 – 1698)
- Обновяване на Кралския дворец във Венария Реале (1699)
- Военен инженер в Торино (1702 – 1706)
- Укрепления на Кунео и Демонте (1702)
- Укрепления на Верчели и Ивреа (1703 – 1704)
- Нов път до Риволи (1711)
- Замък в Монкалиери (1711 – 1713)
- Обновяване на замъка в Риволи (1703 - 1713)
- Обновяване на Замък „Ла Мандрия“, Венария Реале (1709)
- Пиаца „Савоя“, Торино (1711)
- Кралският път от 13 км между Замъка в Риволи и базиликата „Суперга“ в Торино (1711)
- Сграда на Торинския университет (1712 – 1713)

- Входът на двореца „Азинари ди Сан Марцано“„ Торино
- Торински университет
- Олтар на църквата „Сан Филипо Нери“, Торино
- Кралски дворец във Венария Реале: Белведере и павилион Гарове
- Замък в Риволи
- Църква „Сан Мартино“, Ла Мора
- Замък в Монкалиери
- Замък в Парк „Мандрия“